# Colonel Abrams
Colonel Abrams (Detroit, 25 mei 1949 – New York, 24 november 2016) was een Amerikaanse zanger. In 1985 werd hij bekend met de hit Trapped.

## Biografie
Colonel Abrams werd geboren in Detroit maar verhuisde in zijn jeugdjaren naar New York. Hij werd in zijn kinderjaren muzikaal actief en gedurende de jaren zeventig zat hij in diverse bands. Hij was een tijd zanger van 94East, waarin ook Prince een tijdje speelde. Succesvol zou hij echter worden als soloartiest. In eigen land brak hij door met Music Is the Answer (1984). Maar een wereldhit kreeg hij met de discosingle Trapped die in 1985 verscheen. Het nummer had invloeden uit de housemuziek die op dat moment in ontwikkeling was in de clubs. Na de single verscheen ook een titelloos debuutalbum.
Het succes van Trapped wist hij daarna niet meer te evenaren. Wel had hij begin jaren negentig nog enkele kleinere succesjes met housesingles die de Amerikaanse dancelijsten haalden. Dit waren You Don't Know (Somebody Tell Me) (1991), When Somebody Loves Somebody (1992), Never Be Another One (1992) en So Confused (1994). Zijn stem was ook te horen als sample in de originele versie van Want Love (1996) van Hysteric Ego, maar deze moest in de definitieve versie opnieuw gezongen worden vanwege rechten. Trapped werd nog diverse malen opnieuw uitgebracht. Er werden remixes gemaakt door onder andere DJ Tonka, Zombie Nation en Boards of Canada. Ook maakte de Belgische band The Subs er een cover van.
In 2015 werd bekend dat Abrams aan lager wal was geraakt. Hij zou dakloos zijn en had diabetes gekregen. Enkele fans startten een crowdfundactie om hem er weer boven op te helpen. Op 25 november 2016 bleek Colonel Abrams echter een dag eerder aan zijn gezondheidsproblemen te zijn overleden.

### Hitnoteringen
| Single met eventuele hitnotering(en) in de Nederlandse Top 40 | Datum van verschijnen | Datum van binnenkomst | Hoogste positie | Aantal weken | Opmerkingen |
| ------------------------------------------------------------- | --------------------- | --------------------- | --------------- | ------------ | ----------- |
| Trapped                                                       | 1985                  | 02-11-1985            | 6               | 11           |             |